# Nelson Barahona
Nelson Alberto Barahona Collins (Colón, Provincia de Colón, Panamá; 22 de noviembre de 1987) es un exfutbolista panameño. Jugó como mediocampista ofensivo.  Militó en los llamados cuatro grandes de Panamá, el Tauro FC, Deportivo Árabe Unido, San Francisco FC y CD Plaza Amador.

## Trayectoria

### Atlético Huila
En el 2009 jugó con el Atlético Huila, en Colombia, marcando 13 de diciembre el 4-1 definitivo contra el Santa Fe, dándole el pase a la final a su equipo en el Torneo Finalización. La serie definitiva la perdieron con el Independiente Medellín. 

### Independiente Medellín
Para el año 2010 fichó por el Medellín, club con el cual tuvo la oportunidad de jugar en la Copa Libertadores 2010.

### Caracas FC
A finales del año, se confirmó su contratación por parte del Caracas F.C.

### Deportivo Táchira
A mediados del 2011 regresa al Independiente Medellín, club dueño de sus derechos deportivos. Sin embargo, el 2 de septiembre de 2011 es contratado por el Deportivo Táchira de Venezuela.

### Atlético Huila
El 17 de enero de 2012 el Club Deportivo Atlético Huila lo confirma como nuevo refuerzo para la temporada 2012.

## Selección nacional
Participó en la Copa Mundial de Fútbol Sub-20 de 2007, realizado en Canadá, marcando un gol frente a la República Checa.
Participó en el preolímpico sub-23 en Tampa, Florida en 2008 donde marcó varios goles, y fue escogido en el equipo ideal.

### Participaciones en selección nacional
| Copa                     | Categoría | Sede           | Resultado        | Partidos | Goles |
| ------------------------ | --------- | -------------- | ---------------- | -------- | ----- |
| Campeonato Sub-20 2007   | Sub-20    | Estados Unidos | Subcampeón       | 2        | 2     |
| Copa Mundial Sub-20 2007 | Sub-20    | Canadá         | Fase de grupos   | 3        | 0     |
| Preolímpico 2008         | Sub-23    | Estados Unidos | Fase de grupos   | 6        | 2     |
| Copa Uncaf 2009          | Mayor     | Honduras       | Campeón          | 4        | 0     |
| Copa Oro 2009            | Mayor     | Estados Unidos | Cuartos de final | 3        | 1     |
| Copa Oro 2011            | Mayor     | Estados Unidos | Semifinalista    | 4        | 0     |

### Goles internacionales
| Núm. | Fecha                 | Lugar                                                           | Rival     | Gol | Resultado | Competición       |
| ---- | --------------------- | --------------------------------------------------------------- | --------- | --- | --------- | ----------------- |
| 1    | 20 de mayo de 2009    | Estadio Brigadier General Estanislao López, Santa Fe, Argentina | Argentina | 1-1 | 3-1       | Amistoso          |
| 2    | 5 de julio de 2009    | Oakland-Alameda County Coliseum, California, Estados Unidos     | Guadalupe | 1-2 | 1-2       | Copa Oro 2009     |
| 3    | 13 de junio de 2012   | Estadio Rommel Fernández, Panamá, Panamá                        | Cuba      | 1-0 | 1-0       | Eliminatoria 2014 |
| 4    | 16 de octubre de 2012 | Estadio Pedro Marrero, Habana, Cuba                             | Cuba      | 1-1 | 1-1       | Eliminatoria 2014 |

## Clubes
| Club                   | País        | Año         |
| ---------------------- | ----------- | ----------- |
| Árabe Unido            | Panamá      | 2004-2006   |
| Fénix                  | Uruguay     | 2007        |
| Árabe Unido            | Panamá      | 2008        |
| Atlético Huila         | Colombia    | 2009        |
| Independiente Medellín | Colombia    | 2010        |
| Caracas                | Venezuela   | 2011        |
| Deportivo Táchira      | Venezuela   | 2011        |
| Atlético Huila         | Colombia    | 2012        |
| Águilas Doradas        | Colombia    | 2013        |
| Alianza Petrolera      | Colombia    | 2014        |
| San Francisco          | Panamá      | 2015        |
| Alianza Petrolera      | Colombia    | 2015 - 2016 |
| Árabe Unido            | Panamá      | 2017-2018   |
| Cartaginés             | Costa Rica  | 2018        |
| Real Cartagena         | Colombia    | 2019        |
| Plaza Amador           | Panamá      | 2020        |
| Luis Ángel Firpo       | El Salvador | 2020-2021   |
| Tauro FC               | Panamá      | 2021        |

## Estadísticas
| Club                              | Div.          | Temporada     | Liga  | Liga  | Copa Nacional | Copa Nacional | Copa Internacional | Copa Internacional | Total | Total |
| Club                              | Div.          | Temporada     | Part. | Goles | Part.         | Goles         | Part.              | Goles              | Part. | Goles |
| --------------------------------- | ------------- | ------------- | ----- | ----- | ------------- | ------------- | ------------------ | ------------------ | ----- | ----- |
| Árabe Unido · Panamá              |               |               |       |       |               |               |                    |                    |       |       |
| 1.ª                               | 2004          | 1             | 0     | —     | —             | —             | —                  | 1                  | 0     |       |
| 1.ª                               | 2005          | 6             | 0     | —     | —             | —             | —                  | 6                  | 0     |       |
| 1.ª                               | 2006          | 29            | 7     | —     | —             | —             | —                  | 29                 | 7     |       |
| 1.ª                               | 2007          | 18            | 1     | —     | —             | —             | —                  | 18                 | 1     |       |
| 1.ª                               | 2008          | 21            | 2     | —     | —             | —             | —                  | 21                 | 2     |       |
| 1.ª                               | 2017          | 10            | 1     | —     | —             | 6             | 0                  | 16                 | 1     |       |
| 1.ª                               | 2017-18       | 33            | 4     | —     | —             | —             | —                  | 33                 | 4     |       |
| Total club                        | Total club    | 118           | 15    | 0     | 0             | 6             | 0                  | 124                | 15    |       |
| Fénix · Uruguay                   |               |               |       |       |               |               |                    |                    |       |       |
| 1.ª                               | 2008          | 7             | 0     | —     | —             | —             | —                  | 7                  | 0     |       |
| Total club                        | Total club    | 7             | 0     | 0     | 0             | 0             | 0                  | 7                  | 0     |       |
| Atlético Huila · Colombia         |               |               |       |       |               |               |                    |                    |       |       |
| 1.ª                               | 2009          | 26            | 1     | 3     | 0             | —             | —                  | 29                 | 1     |       |
| 1.ª                               | 2012          | 26            | 4     | 5     | 0             | —             | —                  | 31                 | 4     |       |
| Total club                        | Total club    | 52            | 5     | 8     | 0             | 0             | 0                  | 60                 | 5     |       |
| Independiente Medellín · Colombia |               |               |       |       |               |               |                    |                    |       |       |
| 1.ª                               | 2010          | 30            | 4     | 4     | 0             | 6             | 0                  | 40                 | 4     |       |
| Total club                        | Total club    | 30            | 4     | 4     | 0             | 6             | 0                  | 40                 | 4     |       |
| Caracas FC · Venezuela            |               |               |       |       |               |               |                    |                    |       |       |
| 1.ª                               | 2011          | 13            | 3     | —     | —             | 5             | 2                  | 18                 | 5     |       |
| Total club                        | Total club    | 13            | 3     | 0     | 0             | 5             | 2                  | 18                 | 5     |       |
| Deportivo Tachira · Venezuela     |               |               |       |       |               |               |                    |                    |       |       |
| 1.ª                               | 2011          | 7             | 1     | —     | —             | —             | —                  | 7                  | 1     |       |
| Total club                        | Total club    | 7             | 1     | 0     | 0             | 0             | 0                  | 7                  | 1     |       |
| Águilas Doradas · Colombia        |               |               |       |       |               |               |                    |                    |       |       |
| 1.ª                               | 2013          | 32            | 2     | 3     | 0             | 5             | 0                  | 40                 | 2     |       |
| Total club                        | Total club    | 32            | 2     | 3     | 0             | 5             | 0                  | 40                 | 2     |       |
| Alianza Petrolera · Colombia      |               |               |       |       |               |               |                    |                    |       |       |
| 1.ª                               | 2014          | 31            | 0     | 2     | 0             | —             | —                  | 33                 | 0     |       |
| 1.ª                               | 2015          | 18            | 2     | —     | —             | —             | —                  | 18                 | 2     |       |
| 1.ª                               | 2016          | 29            | 3     | 6     | 2             | —             | —                  | 35                 | 5     |       |
| Total club                        | Total club    | 78            | 5     | 8     | 2             | 0             | 0                  | 86                 | 7     |       |
| San Francisco · Panamá            |               |               |       |       |               |               |                    |                    |       |       |
| 1.ª                               | 2015          | 8             | 0     | —     | —             | —             | —                  | 8                  | 0     |       |
| Total club                        | Total club    | 8             | 0     | 0     | 0             | 0             | 0                  | 8                  | 0     |       |
| Cartaginés · Costa Rica           |               |               |       |       |               |               |                    |                    |       |       |
| 1.ª                               | 2018          | 13            | 1     | —     | —             | —             | —                  | 13                 | 1     |       |
| Total club                        | Total club    | 13            | 1     | 0     | 0             | 0             | 0                  | 13                 | 1     |       |
| Real Cartagena · Colombia         |               |               |       |       |               |               |                    |                    |       |       |
| 2.ª                               | 2019          | 24            | 3     | 1     | 1             | —             | —                  | 25                 | 4     |       |
| Total club                        | Total club    | 24            | 3     | 1     | 1             | 0             | 0                  | 25                 | 4     |       |
| Plaza Amador · Panamá             |               |               |       |       |               |               |                    |                    |       |       |
| 1.ª                               | 2020          | 0             | 0     | —     | —             | —             | —                  | 0                  | 0     |       |
| Total club                        | Total club    | 0             | 0     | 0     | 0             | 0             | 0                  | 0                  | 0     |       |
| Luis Ángel Firpo · El Salvador    |               |               |       |       |               |               |                    |                    |       |       |
| 1.ª                               | 2020-21       | 32            | 1     | 0     | 0             | —             | —                  | 32                 | 1     |       |
| Total club                        | Total club    | 32            | 1     | 0     | 0             | 0             | 0                  | 32                 | 1     |       |
| Tauro FC · Panamá                 |               |               |       |       |               |               |                    |                    |       |       |
| 1.ª                               | 2021          | 17            | 1     | 0     | 0             | —             | —                  | 17                 | 1     |       |
| Total club                        | Total club    | 17            | 1     | 0     | 0             | 0             | 0                  | 17                 | 1     |       |
| Total carrera                     | Total carrera | Total carrera | 431   | 41    | 24            | 3             | 22                 | 2                  | 477   | 46    |

### PANEstadística en la Selección de Panamá
| Selección       | Periodo         | Partidos | Goles |
| --------------- | --------------- | -------- | ----- |
| Sub-20          | 2007            | 5        | 2     |
| Sub-23          | 2008            | 6        | 2     |
| Mayor           | 2007 - 2014     | 46       | 4     |
| Total Selección | Total Selección | 57       | 8     |

## Palmarés

### Títulos nacionales
| Título           | Club           | País   | Año    |
| ---------------- | -------------- | ------ | ------ |
| Primera División | CD Árabe Unido | Panamá | 2004-A |
| Primera División | CD Árabe Unido | Panamá | 2004-C |
| Primera División | CD Árabe Unido | Panamá | 2008-C |
| Primera División | Tauro FC       | Panamá | 2021-C |

### Títulos internacionales
| Título                 | Club                | País     | Año  |
| ---------------------- | ------------------- | -------- | ---- |
| Copa de Naciones UNCAF | Selección de Panamá | Honduras | 2009 |